# Tangiwai vonatkatasztrófa
A tangiwai vonatkatasztrófa 1953. december 24-én, helyi idő szerint 22:21 perckor következett be, amikor a Whangaehu folyón emelt vasúti híd összeomlott a Wellingtonból Aucklandbe tartó gyorsvonat alatt, Tangiwai közelében, Új-Zéland Északi-szigetének középső részén. A mozdony, valamint az első hat kocsi a folyóba zuhant, megölve 151 embert. A vizsgálóbizottság úgy találta, hogy a balesetet a tefragát átszakadása okozta, mely a közeli Mount Ruapehu krátertavának vizét tartotta vissza a lezúdulástól. Az iszapár megrongálta a híd egyik pillérét mindössze pár perccel azelőtt, hogy a vonat megkezdte volna a hídon történő áthaladását. E vasúti katasztrófa Új-Zéland eddigi legsúlyosabb vasúti szerencsétlensége.

## Időrend
December 24-én délután három órakor indult útnak Wellingtonból az a gyorsvonat, amely Aucklandbe tartott. A vonat az Új-Zélandi Vasúttársaság KA osztályú gőzmozdonya által hajtott szerelvény volt. A szerelvény egy mozdonyból és tizenegy személyszállító vagonból állt. A személykocsik közül öt másodosztályú, négy első osztályú volt, valamint a szerelvényhez tartozott még egy vasúti őrkocsi és egy postai szállítóvagon is. A vonaton 285 utas és a személyzet utazott. A gyorsvonat este 10:20 perckor hagyta el Tangiwai állomást, mintegy 64 km/h sebességgel haladva. A híd felé közeledő vonat vezetőjét vagy Cyril Ellis járókelő figyelmeztette a híd rossz állapotára egy égő fáklya lengetésével, vagy Charles Parker mozdonyvezető, látván a híd állapotát, meghúzta a vészféket. Mindezen erőfeszítések azonban túl későn történtek, ezért a vonat elérte a hidat, és a mozdony, valamint az öt másodosztályú személykocsi belezuhant a folyóba a híd összeomlásakor. A legelső első osztályú személykocsi a híd maradványainak szélén állt meg, azon egyensúlyozva, majd a  vonat többi része belerohant, és ez a kocsi is a folyóba zuhant. Az utolsó öt vagon, melyből három első osztályú személykocsi volt, valamint a postai szállítóvagon és a vasúti őrkocsi a vasúti pályatesten maradt.
A tragédiában 151 ember vesztette életét, akikből 148 utas a másodosztályú kocsikban utazók közül került ki. A mozdonyvezető és egy tűzoltó is életét vesztette. Húsz holttest sohasem került elő. Ezekről azt feltételezik, hogy a folyó elsodorta őket a mintegy 120 kilométernyire lévő torkolatán keresztül az óceán mélyére.
A vonat balesete után a helyszínen tartózkodó Cyril Ellis, valamint a vasúti biztonsági őr, William Inglis behatoltak a hatodik kocsiba, és lehetőségeikhez mérten megpróbálták kiegyensúlyozni a híd szélén, hogy ki tudják menekíteni a kocsi utasait. Miközben a kocsiban tartózkodtak, az lezuhant a híd széléről. Ezután Ellis és Inglis egy utas, John Holman segítségével betörték a kocsi ablakát, és segítettek az utasoknak kijutni. A személykocsi 24 utasa közül egyetlen ember veszítette életét. Ő egy kislány volt, aki csapdába esett ülésében, és megfulladt.
Röviddel a baleset bekövetkezte után mentőcsapatok indultak útnak a Tangiwaitól 8 kilométernyire keletre fekvő Waiouruból. E mentőcsapatok tagjai között voltak az új-zélandi hadsereg katonái is, akik a Waiouru Katonai Táborban, valamint az Irirangi Tengerészeti Kommunikációs Központban teljesítettek szolgálatot, valamint a Ministry of Works munkásai. Éjfélre a túlélőket a waiourui tábori kórházba szállították, és hajnali négy óra körül érkeztek meg ugyanide az első megtalált áldozatok holttestei.
Karácsony reggelén megérkezett Aucklandből Sidney Holland miniszterelnök is a helyszínre. Ő irányította a vasúttársaság, a hadsereg, a rendőrség, a haditengerészet és a MOW embereinek, valamint a helyi farmerek munkálatait.

## Fordítás
Ez a szócikk részben vagy egészben  a   Tangiwai disaster című angol Wikipédia-szócikk ezen változatának fordításán alapul.  Az eredeti cikk szerkesztőit annak laptörténete sorolja fel. Ez a jelzés csupán a megfogalmazás eredetét és a szerzői jogokat jelzi, nem szolgál a cikkben szereplő információk forrásmegjelöléseként.